# オウシュウヨモギ
オウシュウヨモギ（欧州蓬、学名: Artemisia vulgaris）は、ヨモギ属の種である。
温帯ヨーロッパ、アジア、アフリカ北部、アラスカに自生し、外来種としてアメリカ北部に帰化している。道端などの窒素含有土壌に生える非常に一般的な植物である。日本にも帰化し自生している。
英語では一般的に mugwort と呼ばれるが、elon herb、chrysanthemum weed、wild wormwood、old Uncle Henry、sailor's tobacco、naughty man、old man、St. John's plantなど、多くの別名を持つ。Mugwort の語源は、古高ドイツ語の根を意味する wurz と、古ノルド語の植物を意味する urt を由来として、古英語で成立したと考えられる。

## 特長

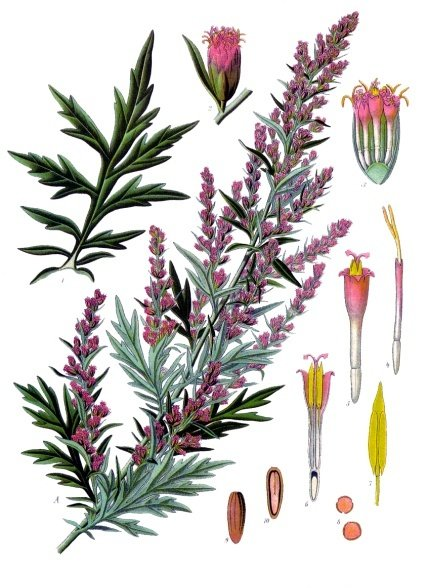
花と葉の形状

オウシュウヨモギは、高さ1-2 m（稀に2.5 m）に育つ多年草の草本植物である。葉は5-20 cmの長さで、濃い緑、下側全体に白い毛を持ち、特徴的な葉形状を持っている。茎には溝があり、しばしば赤紫がかった色合いをしている。花は5mm程度で、黄色か暗赤色で放射状で対称性のある形状である。

## 用途
鉄器時代の初期には、香りのある飲み物として飲用されていた。精油には毒性のあるツジョンを含み、防虫剤として効果がある。特に幼虫や蛾に効果がみられる。
葉の裏の毛は、火口として使われる。

### 食料
花をつける前に採取した芽や葉は、肉や魚に苦めの風味を付けるのに利用された。ビールにホップが導入される前に、風味を付けるのに使用されていた。

### 薬草
10世紀の異教徒の書物「九つの薬草の呪文」に Mucgwyrt とあるように薬草として知られる。中世ヨーロッパでは、魔除けのハーブとして使われた。庭には、虫よけとして植えられた。古来から旅行者の疲労回復と、悪霊と動物避けに用いられた。ローマの兵士たちは、疲労対策にサンダルに入れた。
グリーブの『近代ハーブ』（A Modern Herbal:1931）には、「中世において、Cingulum Sancti Johannis（聖ヨハネの帯）と呼ばれていた。バプテスマのヨハネが荒野でそれの腰巻を身に着け、聖ヨハネの前夜祭にこれの束で作った冠をかぶり、魔から身を守ったと信じられていたことによる。オランダとドイツでは、この由来から St. John's Plant と呼び、聖ヨハネの前夜祭に身に着け、厄や病気から身を守る信仰がある。」と記されている。

## アレルギー
この植物の花粉は、北ヨーロッパ、北米、アジアの一部の花粉症やアレルギー喘息の原因の一つとされている。9-11時に最も空気中の濃度が高くなる。

## 地名
1986年に原子力発電所事故が起こったことで知られるチョルノービリは、「黒い草（又は茎）」という意味があり、本種に由来するとされる。